# Me And That Man
Me and That Man — польський музичний гурт, який грає у стилі дарк-кантрі.
Проєкт був утворений у 2016 році Адамом Дарським (гітара, вокал) і британським музикантом Джоном Портером (гітара, вокал). У березні 2017 року колектив випустив дебютний лонгплей «Songs of Love and Death».
У квітні 2018 року на заміну Джону Портеру, який покинув проєкт з невідомих причин, прийшов український співак та композитор Саша Буль. Дебютний виступ Sasha Boole у складі Me and That Man відбувся 2 травня у Вроцлаві, Польща.
У 2020 гурт випускає другий альбом «New Man, New Songs, Same Shit, Vol. 1».

## Склад

### Поточні учасники
- Адам Дарский — гітара, вокал
- Лукаш Куманский — ударні, перкусія, бек-вокал
- Маттео Бассолі — бас, синтезатор, бек-вокал
- Саша Буль — гітара, банджо, дримба, вокал

### Колишні учасники
- Джон Портер — гітара, вокал

## Дискографія

### Студійні альбоми
- Songs of Love and Death (2017)[3]
- New Man, New Songs, Same Shit, Vol. 1 (2020)
- New Man, New Songs, Same Shit, Vol. 2 (2021)

### Сингли
- My Church Is Black (2017)[4]
- Steppenwolf (2017)

### Музичні відео
- «My Church Is Black» (2017)
- «Cyrulik Jack» (польська версія) (2017)
- «Ain't Much Loving» (2017)
- «Cross My Heart And Hope To Die» (2017)
- «Magdalene» (2017)
- «Nightride» (2017)
- «Run With The Devil» (2019)
- «Burning Churches» (2019)
- «Surrender» (2020)
- «Męstwo» (2020)
- «By The River» (2020)
- «Confession» (2020)
- «Got Your Tongue» (2021)
- «Angel Of Light» (2021)